# Kunstsammlung Jena
Die Kunstsammlung Jena ist ein Ausstellungsort in Jena und Teil der Städtischen Museen Jena. Sie steht mit ihrem Ausstellungsprogramm in der Tradition des Jenaer Kunstvereins, der Jena zu Anfang des 20. Jahrhunderts zu einem Zentrum der künstlerischen Avantgarde von Ernst Ludwig Kirchner über Paul Klee bis Wassily Kandinsky machte.
In Sonderausstellungen zu Kunst und Kunstgeschichte wechseln aktuelle Kompositionen der jungen internationalen Gegenwartskunst mit Personalausstellungen anerkannter Künstler. Begleitend zu den Ausstellungen veröffentlicht die Jenaer Kunstsammlung Ausstellungspublikationen.
Die Kunstsammlung der Stadt Jena umfasst knapp 5.000 Werke aus Malerei, Graphik, und Plastik sowie Objektkunst. Den Schwerpunkt der Sammlung bildet die Kunst des 20. Jahrhunderts, von der klassischen Moderne über ein großes Konvolut von Kunst der DDR bis hin zur nationalen und internationalen Gegenwartskunst.

## Ausstellungen (Auswahl)
- 2025: Felix Martin Furtwängler. Core Collection, Malerei[1]
- 2024/25: Gert H. Wollheim. Gemälde, Zeichnungen, Druckgrafik und Skizzenbücher. Der Felsendichter vom feuerspeienden Berg
- 2023/24: Frida Mentz-Kessel. Malerei, Zeichnungen, Druckgrafik, Keramik
- 2023: Der große Schwof. Feste feiern im Osten
- 2018: „Erika John. Alles ist ICH - Malerei und Zeichnungen“ zum 75. Geburtstag der Künstlerin, 19. Mai – 12. August 2018[2]
- 2017/2018: Erich Kuithan. Gemälde und Zeichnungen.
- 2017: Es gibt nur ein Programm: Freiheit. Zum 100. Todestag von Botho Graef.
- 2014: Henrik Schrat und Gäste. Herz der Finsternis, verhudelt.
- 2013/2014 Friedrich Karl Gotsch.
- 2012 Alexej von Jawlensky.
- 2011 Anders Petersen - city diary. Fotografien.
- 2009 Punkt und Linie zu Fläche. Kandinsky am Bauhaus. Gemälde, Zeichnungen, Druckgrafik und Bücher.
- 2009 „In nachbarlicher Nähe“ – Bauhaus in Jena. Bilder, Modelle, Objekte, Fotos und Texte.
- 2008/2009 Von Manet bis Renoir. Schätze französischer Malerei aus dem Musée du Petit Palais, Genf.
- 2007 Sally Mann. Battlefields/Deep South.
- 2005 Auguste Rodin (1840–1917).
- 2005 Die 100 JAHRE BRÜCKE. Sammlung Martha und Paul Rauert / Die Künstler der Brücke in Jena.
- 2003 Emil Nolde (d. i. Hans Emil Hansen 1867–1956). Im grünen Ball zur Nachtigall.
- 2001/2002 Christian Rohlfs (1849–1938).
- 2001 Das Kunstkabinett des Johann Caspar Lavater (Gemeinschaftsprojekt mit der Österreichischen Nationalbibliothek in Wien).
- 1999 Paul Klee in Jena 1924.
- 1995 Rembrandt. Meisterwerke der Radierkunst.

## Weblink
- www.kunstsammlung-jena.de